# Ecnomina vega
Ecnomina vega är en nattsländeart som beskrevs av Arturs Neboiss 1977. Ecnomina vega ingår i släktet Ecnomina och familjen trattnattsländor. Inga underarter finns listade i Catalogue of Life.